# Сула (приток Днепра)
Сула́ (укр. Сула́) — река, протекающая по территории Украины, левый приток Днепра (бассейн Чёрного моря). Длина реки — 363 км, площадь водосборного бассейна — 18 500 км².

## Физико-географическая характеристика
Исток реки находится на юго-западных склонах Среднерусской возвышенности возле села Сула (Сумский район Сумской области, Украина). Высота истока — 155,2 м над уровнем моря. Течёт в западном направлении по территории Сумского и Роменского районов Сумской области на протяжении 152 км. Далее поворачивает на юго-запад и протекает по территории Миргородского, Лубенского и Кременчугского районов Полтавской области на протяжении 213 км. Пересекая Полтавское плато и Приднепровскую низменность, впадает в Днепр (Кременчугское водохранилище) на расстоянии 628 км от устья последнего, возле села Демьяновка (Кременчугский район Полтавской области), образуя дельту с многочисленными островами. По дельте на протяжении 11 км проходит граница Полтавской и Черкасской областей. Бо́льшая часть нижнего течения и дельты покрыта плавнями.

## Гидрография
Долина реки трапециевидная, асимметричная, шириной от 0,4—0,5 км в верховьях до 10—11 км (максимум до 15 км) в нижнем течении. Долина заторфована в основном в верхнем участке. На участке между устьями притоков Лохвица и Удай долина сужается до 4 км. Озёр вдоль Сулы — 32,0 км², болот — 1300,0 км². Пойма реки часто заболочена, встречаются торфяники. Русло на всём протяжении извилистое, местами разветвлённое. В верхнем и среднем течении представляет собой череду глубоких ям (плёсов), соединённых между собой неширокими протоками. Ширина русла от 10 до 75 метров, на плёсах до 250 метров. Глубина от 1,5 до 3,5 метров, на плёсах до 6,0 метров. Дно илистое, в местах с высокими обрывистыми берегами — твёрдое, глинистое, клинообразное. Уклон реки — 0,2 м/км. Течение быстрое, его скорость местами достигает 0,6 км/ч. Средний расход воды в 106 км от устья (Оржица) — 29 м³/с. Ледостав с середины декабря до второй половины марта. Питание реки смешанное. Благодаря холодным подземным источникам вода в реке прозрачная, её средняя летняя температура на 3 °C ниже, чем в других реках. Благодаря этой особенности, цветение воды наступает значительно позже и продолжается с середины августа до середины сентября. Вода богата минералами и йодом. Минерализация воды составляет: весеннее половодье — 659 мг/дм³; летне-осенняя межень — 812 мг/дм³; зимняя межень — 871 мг/дм³.
После окончания строительства Кременчугского водохранилища длина Сулы сократилась на 52 км (с 415 км до 363 км), площадь бассейна реки сократилась с 19,6 тыс. км² до 18,5 тыс. км². В результате затопления полностью исчез правый приток — Ревучая (11 км), а бывший левый приток Сулы — Кривая Руда (55 км) ныне впадает непосредственно в Днепр.

## Хозяйственное использование
Вода используется для орошения и водоснабжения. Судоходна на 161 км от устья до города Лубны.
Населённые пункты (вниз по течению):
- Сумская область: Печище, Марковка, Ольшана, Недригайлов, Коровинцы, Ромны, Засулье, Бобрик, Перекоповка, Глинск, Андрияшевка

- Полтавская область: Лука, Лохвица, Заводское, Пески, Бодаква, Сенча, Снитин, Литвяки, Вовчик, Березоточа, Пески, Мгарь, Лубны, Солоница, Шершневка, Мацковцы, Лукомль, Великоселецкое, Матвеевка, Плехов, Старый Калкаев, Горошино, Демьяновка, Липовое
- Черкасская область: Лящевка

## Флора и фауна
Весьма разнообразна фауна реки, встречаются раки, бобры, нутрии, ужи, коршуны, цапли, утки и т. д. Ещё в середине XX века в реке насчитывалось более 50 видов рыб, три четверти которых представляли семейство карповых. Ныне зарегистрировано лишь 27 видов, среди них вьюн, плотва, верховодка, краснопёрка, густера, ёрш, карась, окунь, жерех, линь, язь, синец, лещ, судак, щука, сом и т. д. Плавни Сулы являются гнездовьем редких видов птиц и нерестилищем (Сулинский ландшафтный заказник общегосударственного значения площадью 7811,3 га). Территория охраняется законом, рыбалка в заказнике запрещена. На остальном протяжении развито и очень популярно рыболовство.

## История
В первой трети IX века в Посулье погибло поселение волынцевской культуры Мельники I близ села Андрияшевка.
Во времена Владимира Святославича Сула стала пограничной рекой Руси, здесь стали строиться и укрепляться города Посульской оборонительной линии. Река Сула упоминается в литературно-историческом памятнике «Слово о полку Игореве».
В летописи под 1185 годом указано, что «половци… взяша всѣ городы по Сулѣ» или что хан Кончак «снесе Сулу», однако на городищах и селищах Посулья не обнаружено следов обширных пожаров в слоях второй половины — конца XII века, так же как и в разрезах городищенских валов, что свидетельствует о ложности летописных сведений, в действительности легендарных или заимствованых из половецких эпических песен.

### Гидроним
Происхождение гидронима так до конца и не выяснено. Были предложены разные варианты, но все они являются спорными: с балтийского «сок», с германского «загрязнять», иранского «сильный», турецкого «жидкий», финского «талый».
На основе тюркского языка было предложено несколько сходных вариантов: от *sulay «мокрое место» или от sulag/sulá «полноводный», где su- это «вода», а суффикс -lag/-lá «наличие, полнота того, на что указывает основа».
Также река Сула дала название историческому региону — Посулью.

## Притоки Сулы
| Правый / Левый | Наименование | Расстояние от устья, км | Длина, км | Площадь бассейна, км² | Уклон реки, м/км | Область (для устья) |
| -------------- | ------------ | ----------------------- | --------- | --------------------- | ---------------- | ------------------- |
| лев.           | Су́лка        | 342                     | 22        |                       | 1,0              | Сумская             |
| прав.          | Терн         | 322                     | 76        | 885                   | 0,37             | Сумская             |
| лев.           | Ольша́нка     | 316                     | 11        |                       | 1,0              | Сумская             |
| прав.          | Хусь         | 297                     | 15        |                       | 2,8              | Сумская             |
| прав.          | Бишки́нь      | 286                     | 38        |                       | 1,2              | Сумская             |
| прав.          | Хмеле́вка     | 274                     | 32        | 168                   | 1,6              | Сумская             |
| прав.          | Борозе́нка    | 266                     | 14        |                       | 3,4              | Сумская             |
| прав.          | Роме́н        | 261                     | 111       | 1645                  | 0,28             | Сумская             |
| прав.          | Лозова́я      | 257                     | 12        |                       |                  | Сумская             |
| лев.           | Бо́брик       | 252                     | 13        |                       |                  | Сумская             |
| прав.          | б/н          | 243                     | 23        |                       |                  | Сумская             |
| прав.          | Ола́ва        | 293                     | 40        | 167                   | 1,5              | Сумская             |
| прав.          | Бугайчи́ха    | 218                     | 28        | 179                   | 2,0              | Сумская             |
| прав.          | Го́ленка      | 213                     | 15        |                       |                  | Сумская             |
| прав.          | Ло́хвица      | 191                     | 63        | 491                   | 0,83             | Полтавская          |
| лев.           | Артополо́т    | 177                     | 38        | 408                   | 1,6              | Полтавская          |
| лев.           | Бодаква́      | 166                     | 20        | 237                   | 0,75             | Полтавская          |
| прав.          | Сули́ца       | 130                     | 41        | 275                   | 0,37             | Полтавская          |
| лев.           | Кремя́нка     | 128                     | 12        |                       |                  | Полтавская          |
| прав.          | Уда́й         | 119                     | 327       | 7030                  | 0,16             | Полтавская          |
| прав.          | Ольша́нка     | 108                     | 15        |                       |                  | Полтавская          |
| лев.           | Була́тец      | 98                      | 17        | 61,5                  | 3,6              | Полтавская          |
| прав.          | Слепоро́д     | 88                      | 83        | 560                   | 0,27             | Полтавская          |
| лев.           | Багачка      |                         | 12        |                       |                  | Полтавская          |
| лев.           | Рудка        |                         | 11        |                       |                  | Полтавская          |
| прав.          | Иржа́вец      | 71                      | 18        |                       |                  | Полтавская          |
| прав.          | О́ржица       | 53                      | 117       | 2190                  | 0,34             | Полтавская          |
| прав.          | Ржа́вец       | 40                      | 11        |                       |                  | Полтавская          |
| прав.          | Буро́мля      | 11                      | 28        |                       |                  | Полтавская          |